# 2147 Kharadze
A 2147 Kharadze (ideiglenes jelöléssel 1976 US) a Naprendszer kisbolygóövében található aszteroida. Richard Martin West fedezte fel 1976. október 25-én.